# 吳鼎 (南明)
吳鼎（？—17世紀），字石峯，鎮江府丹徒縣人，南明政治人物。

## 生平
吳鼎是選貢出身，自禮部員外郎歷任戶部郎中、太僕少卿，管理屯田郎中；曾因為彈劾李定國作威作福被下獄。之後他跟隨永曆帝到永昌，降為首領官。南明滅亡後，吳鼎和陳起相出家為僧，遊走南直隸、湖廣及新興、嶍峨、臨安山嶺，自稱大拙達諳。他擅長詩書，人們都找他學師，喝酒後仰天悲歌，後來回鄉去世。

## 引用
1. 1 2  錢海岳《南明史·卷五十九·列傳第三十五》：（吳）鼎，字石峯，丹徒人。選貢。自禮部員外郎，歷戶部郎中、太僕少卿，管屯田郎中。嘗劾李定國獨擅威福，下獄。從扈永昌，降首領官。
2. ↑  錢海岳《南明史·卷五十九·列傳第三十五》：國亡，（陳起相）偕吳鼎為僧，尋徧走南直、湖廣諸山……國亡，遁新興、嶍峨、臨安山中，自號大拙達諳。善詩書，所至人師事之。酒後仰天悲歌。久之，始歸卒。